# MÁV 422 sorozat
A MÁV IVd. osztályú, 1911-től 422 sorozatú gőzmozdonyok az első hazai Mallet-rendszerű hegyipálya-mozdonyok voltak.

## Kifejlesztése
A MÁV egyik legfontosabb vasútvonalán, a Budapest–Fiume-vasútvonal legnehezebb vonalvezetésű, Cameralmoravica (Komorske Moravice)–Fiume szakaszán az 1873 óta szolgáló IV. osztályú (később 441 sorozatú) mozdonyok teljesítménye már nem volt megfelelő, ugyanakkor a felváltásukra készített IVc. osztályú (később 421 sorozatú) mozdonyok nagy merev tengelytávolságukkal nem feleltek meg, a kis sugarú íveket a futóművük deformálta. Ezért a MÁV egy hasonló teljesítményű, de az ívviszonyoknak megfelelő mozdony beszerzését határozta el. Ezt a követelményt csak osztott keretszerkezettel lehetett megvalósítani, így a választás a Mallet-rendszer alkalmazására esett.
A vasút ezzel kockázatot is vállalt: a szisztéma nemzetközi vélemények szerint a tapadási vonóerő kihasználását nem teszi lehetővé, mivel a szerkezet hajlamos a megperdülésre, mely a gépezet másik felét is perdülésre kényszeríti. A MÁV Gépgyár konstruktőreinek azonban a gőzhengerek megfelelő méretezésével sikerült a problémát kiküszöbölni, mellyel külföldön is elismerést vívtak ki. Még maga Anatole Mallet, a rendszer atyja is legfontosabb referenciájának tartotta. Az első IVd. osztályú mozdony, melyet a gyár 46. számú szerkezetként tartott nyilván, 1898 decemberére készült el.

## Szerkezete

### Keret és futómű
A mozdony főkerete a Mallet-rendszer szerint két, nagyjából egyforma nagyságú keretrészre oszlott. Mindegyik keretrészt két kapcsolt kerékpár támasztotta alá és a két keretrészt az ún. Mallet-csapszeg kötötte össze. A hátsó keretrészre volt ráépítve a teljes kazán – a kazán elejének alátámasztására a hátsó keret az első keretrész fölött előre nyúlt – valamint a vezetőfülke (akkori szóhasználat szerint: a „mozdonykonyha”). A hátsó keretrész meghosszabbítása az első keretrészre egy csúszólapon keresztül támaszkodott. Az első keretrész a Mallet-csapszeg körül oldalirányban elfordulhat, az egyenesbe visszaterelést és a „kígyózásgátlást” lemezrugók biztosítják.

### Gépezet
A hátsó keret kerékpárjait a nagynyomású, az elsőéit a kisnyomású hengerek hajtották. Mindegyik keretben a hátulsó kerékpár volt a hajtó. A keresztfejek kétvezetékesek voltak. A hajtó- és csatlórudak I alakú keresztmetszettel készültek.
A hengereket ellenforgattyús Heusinger–Walschaert-rendszerű vezérművek szabályozták Trick-rendszerű síktolattyúk segítségével. A vezérmű átkormányzása közös kormánycsavarral történt. Az első két mozdony vezérműve kulissza nélkül, a többié kulisszával készült. A gőzhengerek üresjárati munkájának (ellenállásának) csökkentésére a hengerekre ún. Ricour-szelepet szereltek. A mozdonyok gépezetét egyszerű Borries-rendszerű indítókészülékkel is ellátták.

### Kazán
A mozdony kazánja – tekintettel az azonos vontatási feladatra – a IVc. osztályú mozdonyok kazánja alapján készült. Tekintettel azonban arra, hogy a kompaund gépezet kondenzációs veszteségei kisebbek, így a kazán méreteit is csökkenteni lehetett. Ez kedvező volt azért is, mert a bonyolultabb keretszerkezet és gépezet tömege nagyobb volt amazénál. Így az 1/6 lejtésű rostély felületét 0,3 m²-rel, a tűzcsövek számát 10 darabbal csökkentették. A tűzcsövek hosszát viszont 150 mm-rel megnövelték, így azok fűtőfelülete csak 1,2 m²-rel csökkent, ráadásul a hosszabb csövek a hőleadást is javították.
A hosszkazán három övből állt, a gőzdóm a középsőre került, melyet közvetett terhelésű rugómérleges biztonsági szeleppel láttak el. A gőzdóm elé és mögé egy-egy hengeres homoktartály került. A 16 és 18 mm-es lemezekből álló porosz-, más néven Becker-rendszerű állókazánt a hajtott kerékpárok miatt alul keskenyebbre készítették. A kazánt 1–1 darab Friedmann-rendszerű nem szívó, 11, illetve 10 mm-es nyílású ún. „restarting” frissgőz-lövettyű táplálta vízzel. A mozdony teljes tömege alig 0,75 tonnával nőtt a IVc. osztályhoz képest.

### Segédberendezések
A mozdonyt magát fékberendezéssel nem szerelték fel, csak a szerkocsi kerékpárjait fékezték kézifékkel. A nagy emelkedésű pályákon való biztonságos közlekedés miatt a mozdonyt Le Chatelier-rendszerű ellengőz-készülékkel látták el. Kedvezőtlen tapadási viszonyok esetén kézi rudazatos, kúpkerekes homokoló juttatott homokot két homoktartályból a hozzá közelebbi gépezet hajtókerékpárja elé. Az 1900-as években a IVd. osztályú mozdonyokat is felszerelték Westinghouse-rendszerű légfékkel, ez azonban továbbra is csak a szerkocsit fékezte.

### Szerkocsi
A mozdonyhoz a MÁV-nál ekkor általánosan alkalmazott, a Gépgyárban S 7 szerkezetszámmal, a MÁV-nál pedig 1911-től B (illetve légfékkel A) típusként jelölt háromtengelyes szerkocsit kapcsoltak.

## A sorozatgyártás
A IV.d osztályú mozdonyokból összesen 30 darab készült.
| A IVd. osztály (422 sorozat) gyártási adatai | A IVd. osztály (422 sorozat) gyártási adatai | A IVd. osztály (422 sorozat) gyártási adatai | A IVd. osztály (422 sorozat) gyártási adatai | A IVd. osztály (422 sorozat) gyártási adatai |
| Mozdony szerkezet- szám                      | Szerkocsi szerkezet- szám                    | Pályaszám 1911-ig                            | Pályaszám 1911-től                           | Gyártási év                                  |
| -------------------------------------------- | -------------------------------------------- | -------------------------------------------- | -------------------------------------------- | -------------------------------------------- |
| 46{\displaystyle {}^{1}}                     | 7{\displaystyle {}^{22}}                     | 4401 4402–4404                               | 422,001 422,002–004                          | 1898. 1899.                                  |
| 46{\displaystyle {}^{2}}                     | 7{\displaystyle {}^{23}}                     | 4405–4410                                    | 422,005–010                                  | 1900.                                        |
| 46{\displaystyle {}^{3}}                     | 7{\displaystyle {}^{24}}                     | 4411–4420                                    | 422,011–020                                  | 1901.                                        |
| 46{\displaystyle {}^{4}}                     | 8{\displaystyle {}^{25}}                     | 4421–4430                                    | 422,021–030                                  | 1902.                                        |

A mozdonyok a Monarchiában ekkor kötelező módon hadijelet is kaptak, mely a IVc. osztállyal egyező módon {\displaystyle {\tfrac {\mathrm {IV\ 500} }{\mathrm {A} _{3}}}} lett.

## Az első évtizedek
Az első 15 darab a Cameralmoravica–Fiume, a többi Piski–Petrozsény vonalra került, eleinte tehervonati szolgálatra. A Westinghouse-fék felszerelése után személy-és gyorsvonatokat is továbbítottak. A VIm. osztályú (később 651 sorozatú) mozdonyok üzembe állításával 10 darab Pozsonyba tehervonati szolgálata, 5 darab Brassóba, a tömösi szorosban közlekedő gyorsvonatok élére került. A típus engedélyezett vonatterheléseit a MÁV számításokkal az alábbiak szerint állapította meg:

| A IVd. osztályú mozdonyok engedélyezett vonatterhelései | A IVd. osztályú mozdonyok engedélyezett vonatterhelései | A IVd. osztályú mozdonyok engedélyezett vonatterhelései | A IVd. osztályú mozdonyok engedélyezett vonatterhelései | A IVd. osztályú mozdonyok engedélyezett vonatterhelései | A IVd. osztályú mozdonyok engedélyezett vonatterhelései | A IVd. osztályú mozdonyok engedélyezett vonatterhelései | A IVd. osztályú mozdonyok engedélyezett vonatterhelései |
| Pálya- emelkedés                                        | 15 km/h                                                 | 20 km/h                                                 | 25 km/h                                                 | 30 km/h                                                 | 40 km/h                                                 | 45 km/h                                                 | 50 km/h                                                 |
| ------------------------------------------------------- | ------------------------------------------------------- | ------------------------------------------------------- | ------------------------------------------------------- | ------------------------------------------------------- | ------------------------------------------------------- | ------------------------------------------------------- | ------------------------------------------------------- |
| 0‰                                                      | 3530 t                                                  | 3297 t                                                  | 2765 t                                                  | 2254 t                                                  | 1489 t                                                  | 1169 t                                                  | 970 t                                                   |
| 5‰                                                      | 1109 t                                                  | 1082 t                                                  | 953 t                                                   | 815 t                                                   | 575 t                                                   | 490 t                                                   | 426 t                                                   |
| 10‰                                                     | 629 t                                                   | 619 t                                                   | 549 t                                                   | 470 t                                                   | 334 t                                                   | 286 t                                                   | 251 t                                                   |
| 16‰                                                     | 394 t                                                   | 390 t                                                   | 344 t                                                   | 295 t                                                   | 206 t                                                   | 175 t                                                   | 152 t                                                   |
| 20‰                                                     | 308 t                                                   | 305 t                                                   | 269 t                                                   | 228 t                                                   | 156 t                                                   | 131 t                                                   | 113 t                                                   |
| 25‰                                                     | 235 t                                                   | 233 t                                                   | 204 t                                                   | 171 t                                                   | 113 t                                                   | 93 t                                                    | 78 t                                                    |

A mozdonyok jelölése 1911-től 422,001–030 lett.
A MÁV mozdonyainak nagyjavítását műhelyei között 1918-tól nem területenként, hanem típusonként osztotta el. A 422 sorozat mozdonyainak nagyjavítására a Kolozsvári Műhelyt jelölték ki.

## További pályafutásuk
A vesztes első világháború után az elszakított területeken maradt, a tanácsköztársaság bukását követő román megszállás során elhurcolt, valamint a trianoni békeszerződés következtében az utódállamoknak ítélt vasúti járművek között a 422 sorozatú mozdonyok közül 23 darab Romániába került.

### Magyarországon
A megmaradt 7 darab a Budapest-Északi fűtőházhoz került, ahol Budapest–Dorog között szénvonatokat továbbítottak.
A megmaradt mozdonyokat a MÁV 1926. január 1-jétől új pályaszámcsoportokba tervezte sorolni. Az itt maradt 7 darab mozdony kijelölt pályaszámtartománya a 422,301–307 volt. Az átszámozást végül nem hajtották végre.
A tapasztalatok szerint a 422-esek a háború éveiben 100 elegytonna-kilométerenként 16,2–23,3 kg szenet és 15,15 gramm meleg-, illetve 28,85 gramm hidegkenő-olajat fogyasztottak. A második világháború végén 5 darab mozdonyra a Vörös Hadsereg „T” hadizsákmány-jele került. Ugyan mind a hét mozdony túlélte a háborút, azonban forgalomban már nemigen vettek részt, hanem különböző cégek részére (például pályaépítés) bérbe adták őket. Az 1950-es évek elején megindult a típus selejtezése, 1956-ra már csak 5 darab volt állagban és 1957-ben egyet, 1958-ban a maradékot is törölték a MÁV nyilvántartásából.

### Romániában
A CFR a hozzá került mozdonyokat változatlan sorozat- és pályaszámmal üzemeltette tovább. Honos fűtőházaik Kolozsvár, Piski, Petrozsény, Nagyvárad és Madéfalva (Csíkcsicsó) voltak és nehéz tehervonatokat továbbítottak a Kolozsvár–Nagyvárad, a Kolozsvár–Székelykocsárd, a Piski–Petrozsény és a Gyimesbükk–Madéfalva (Csíkcsicsó) vonalakon. Az első világháborús elhasználódás miatt 4 darabot 1934–1935-ben leselejteztek, míg a megmaradtakat az 1940-es években Kolozsvár fűtőháznál törölték az állagból.